# えちてつ物語〜わたし、故郷に帰ってきました。
『えちてつ物語〜わたし、故郷に帰ってきました。』（えちてつものがたり わたし、ふるさとにかえってきました）は、2018年11月3日公開の日本映画である｡　

## 概要
福井県のえちぜん鉄道を舞台にした鉄道映画で、2度の鉄道事故（京福電気鉄道越前本線列車衝突事故）を起こし2003年にえちぜん鉄道として再出発する実話を元に同社のアテンダントとして働く女性の人間ドラマが描かれている。主演は映画初主演となる横澤夏子。
原作は、えちぜん鉄道でアテンダントをしていた嶋田郁美によるノンフィクション『ローカル線ガールズ』が元になっており、この映画のプロデューサーを務めた河合広栄の出身地である福井県勝山市が主な舞台となっている。また、映画の製作資金には、勝山市が国の「地方創生推進交付金」を活用して援助している。映画の撮影にはえちぜん鉄道が全面協力し、撮影のための臨時ダイヤの編成や運転指令所の開放までも行われた。
2018年に福井県先行で公開され、第31回東京国際映画祭の特別招待作品として出展された。

## キャスト
- 山咲いづみ：横澤夏子
- 藤本奈緒：萩原みのり
- 黒川鉄也：山崎銀之丞
- 越智圭祐：笹野高史
- 笠羽和子：松原智恵子
- 山咲吉兵：緒形直人
- 南部信也：辻本祐樹
- 酒井美由紀：坂本三佳
- 鰐淵聡美：安川まり
- 古田耕子
- 川井つと

## スタッフ
- 監督：児玉宜久
- 脚本：児玉宜久、村川康敏
- テーマ曲：「私、故郷に帰ってきました。」（作曲：植田薫、演奏：福井県立武生商業高等学校吹奏楽部）
- プロデューサー：河合広栄
- 撮影：岸本正人
- 照明：桑原伸也
- 録音：林昭一
- 美術：岡島はるか
- 編集：阿部裕生
- 音響効果：橋本正明
- 助監督：川口浩史
- 鉄道撮影協力：えちぜん鉄道
- 協賛：えちぜん鉄道、勝山市、福井市、あわら市、坂井市、永平寺町、福井銀行、越前信用金庫、福邦銀行、日本特殊織物、フクタカ、大阪特殊合金、東急リゾートサービス、マイランEPD合同会社、一本義久保本店、松文産業、ケイテー、税理士法人鳥山会計、グロビス、東京奥越経済同友会、福井放送、福井テレビジョン放送、広栄
- 配給：ギャガ
- 制作プロダクション：広栄
- 製作：『ローカル線ガールズ』製作委員会（勝山市、えちぜん鉄道、福井放送、福井テレビジョン放送、福井銀行、越前信用金庫、福邦銀行、広栄）